# Aleja Tysiąclecia w Nowym Targu
Aleja Tysiąclecia – jedna z głównych ulic Nowego Targu biegnąca przez rejony miasta takie jak: Stare Miasto i Śródmieście, Równia Szaflarska i Podmieścisko. Ulica ma około 2,4 km.
Aleja kończy bieg grogi wojewódzkiej nr 957 i rozpoczyna bieg drogi krajowej nr 49.
Aleja Tysiąclecia w Nowym Targu powstała w latach 70 XX wieku, w czasie intensywnego rozwoju urbanistycznego miasta.
Aleja Tysiąclecia zaczyna się w centrum Nowego Targu, w rejonie ulic Królowej Jadwigi i Kolejowej, i biegnie na południe, przechodząc przez obszary: Stare Miasto i Śródmieście, Równie Szaflarską i Podmieścisko. Aleja kończy się na Rondzie im. Jana Pawła II gdzie rozgałęzia się na ulice: Jana Pawła II, drogę wojewódzką 969 w stronę Waksmundu oraz ciąg dalszy drogi krajowej 49 w stronę granicy polsko-słowackiej w Jurgowie.
W 2023 otwarto tzw. ,,Małą obwodnicę Nowego Targu'' która odciążyła Aleję Tysiąclecia.